# シュリッツ (ビール)

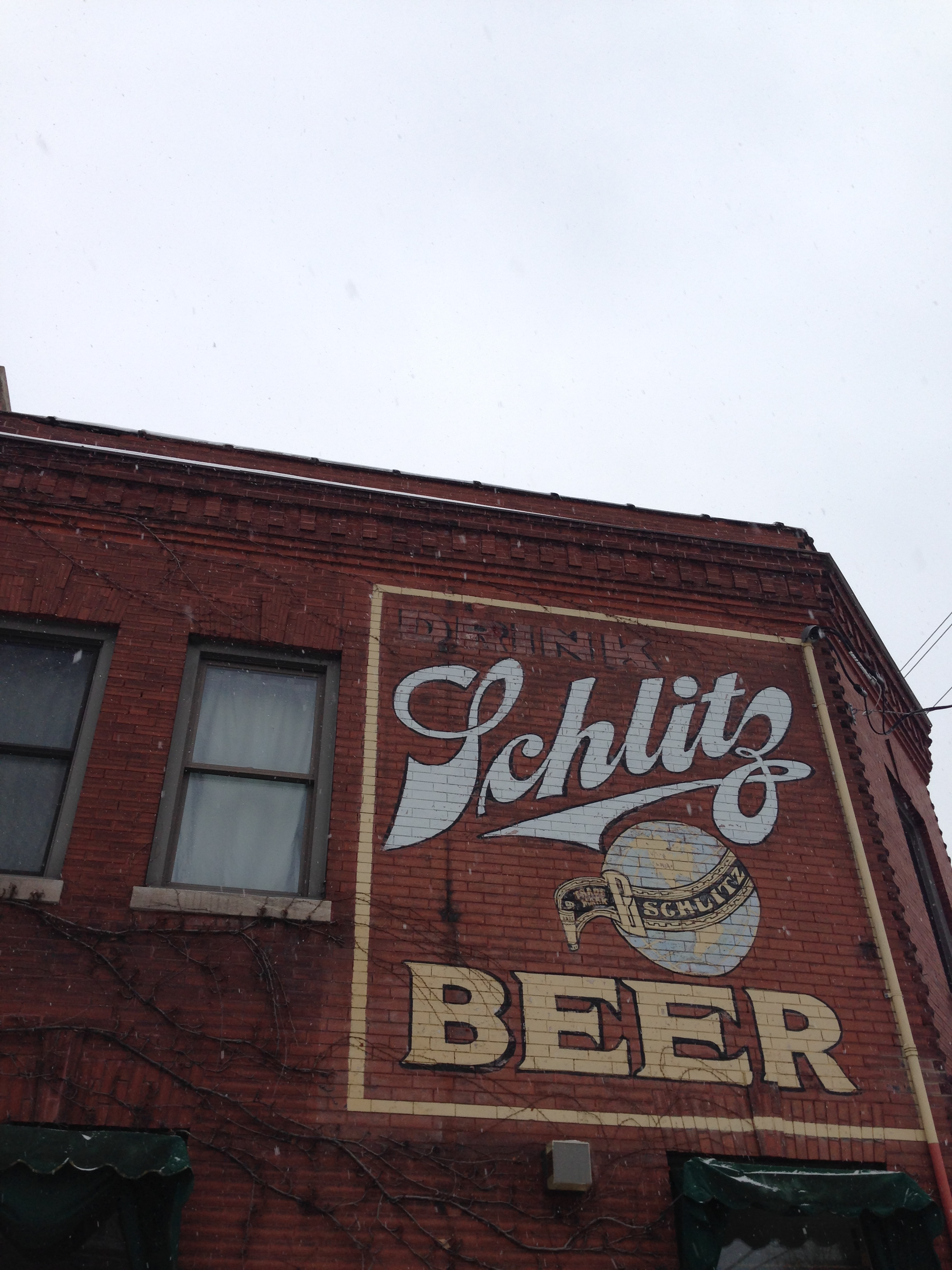
建物の外壁に残された古いシュリッツの広告（ミルウォーキー、2014年）

シュリッツ（Schlitz）は、アメリカ合衆国のビールのブランド名。また、かつて存在していた醸造会社の名である。2009年現在、パブスト（Pabst Brewing Company）が「シュリッツ」ブランドの権利を持っている。
米国のビール醸造業の中心・ウィスコンシン州ミルウォーキーに拠点を置いていたシュリッツ社（Joseph Schlitz Brewing Company）は、1900年代から1970年代にかけて、米国ビールのトップメーカーの一つであった。主力商品「シュリッツ」はしばしば労働者が飲むビールの代表とみなされ、「ミルウォーキーを有名にしたビール（The beer that made Milwaukee famous）」というキャッチコピーで知られた。

## 沿革

### 創業

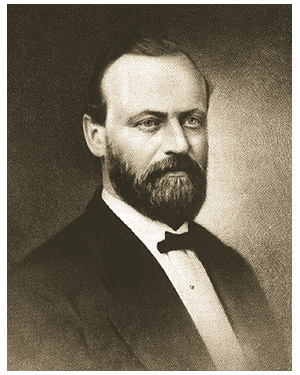
創業者ジョセフ・シュリッツ

醸造所としてのシュリッツの源流は、1849年に設立されたクラグ醸造会社にさかのぼる。ドイツ系アメリカ人であるオーガスト・クラグ（August Krug）が経営する、年産250バレルの小さな醸造所であった。
シュリッツ社の創業者であるジョセフ・シュリッツ（Joseph Schlitz, 1831年5月15日 - 1875年5月7日）は、「ヨーゼフ・シュリッツ」として、ドイツの中部マインツに生まれた。1850年、20歳のときにアメリカ合衆国に渡り、「ジョセフ・シュリッツ」と改名しアメリカ合衆国の国籍を取得した。1855年、シュリッツはミルウォーキーに移り、同胞であるクラグのビール醸造所に書記係として雇われた。
1856年にクラグが病没すると、シュリッツはクラグの未亡人（寡婦）であるアンナ・マリア（Anna Maria）から会社を買い取った。2年後、シュリッツはアンナ・マリアと結婚し、醸造所の名前も Joseph Schlitz Brewing Co. に改めた。会社は順調に成長し、1870年にはミルウォーキーに新醸造工場を設立、年産1万2000バレル余に達した。

### シカゴ大火
シュリッツ社の成長のきっかけとなったのは、1871年のシカゴ大火である。大火によってビール醸造所のほとんどが焼失したシカゴ市に対して、シュリッツは数千バレルのビールを輸送した。シカゴの水不足を救って歓迎されたシュリッツは、愛飲者を得て新たな販路を開くことになった。1872年、「ミルウォーキーを有名にしたビール」というキャッチコピーが生まれ、この年のビールの売り上げは前年の2倍になった。
シュリッツはシカゴに多くの特約居酒屋（tied house）をつくり、煉瓦壁にコンクリートの浮き彫りでブランドロゴを掲げた。こうした建物のいくつかは今日も残されている。
ジョセフ・シュリッツは1875年5月7日に、母国ドイツへの帰郷の途次、乗っていた客船 SS Schiller がイギリス・コーンウォールのランズエンド沖で岩礁に衝突・沈没する海難事故に遭い、43歳で亡くなった。

### ビール業界の旗頭

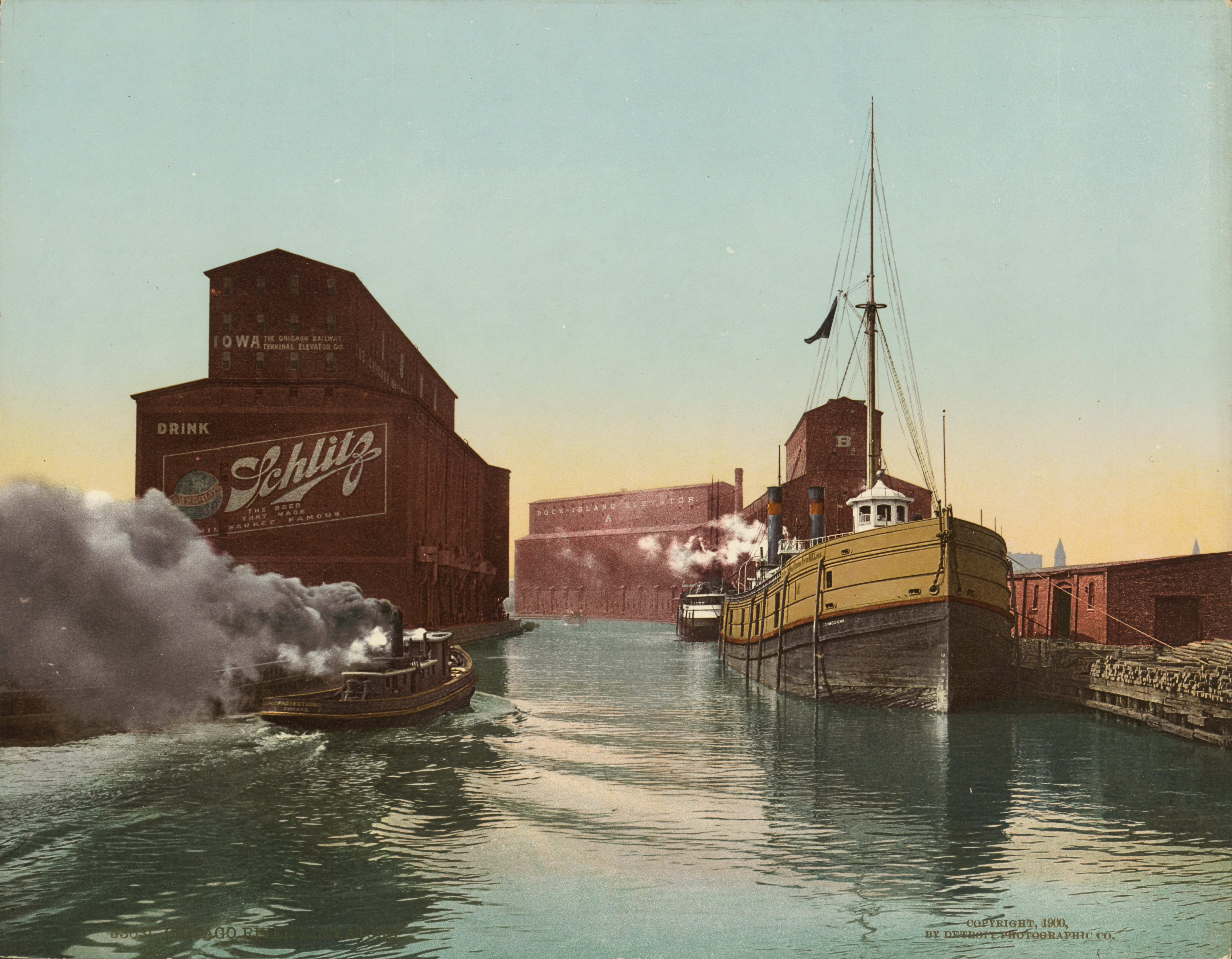
1900年頃のシカゴ川。シュリッツの広告が見える。

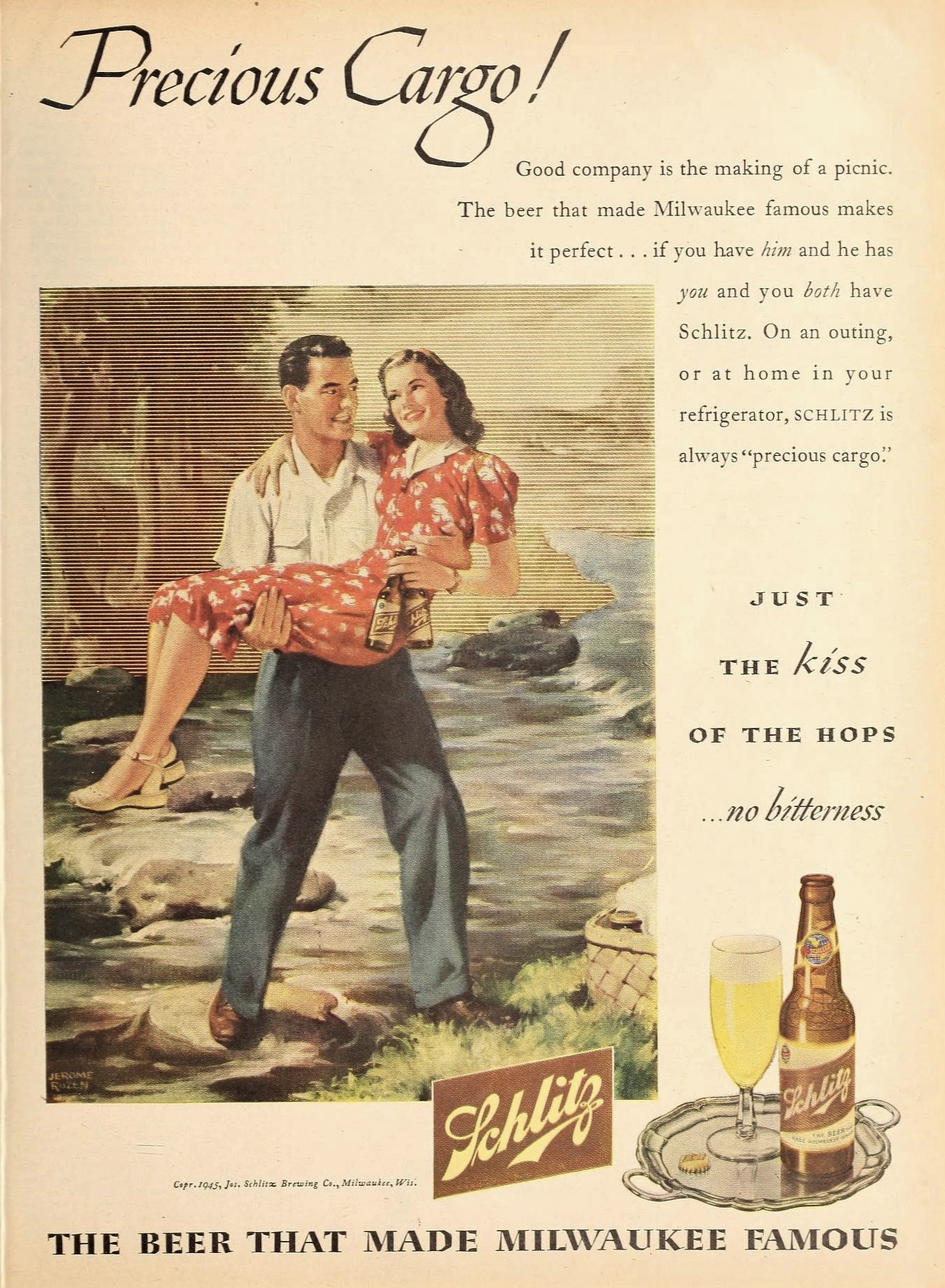
宣伝資材（1945年）。

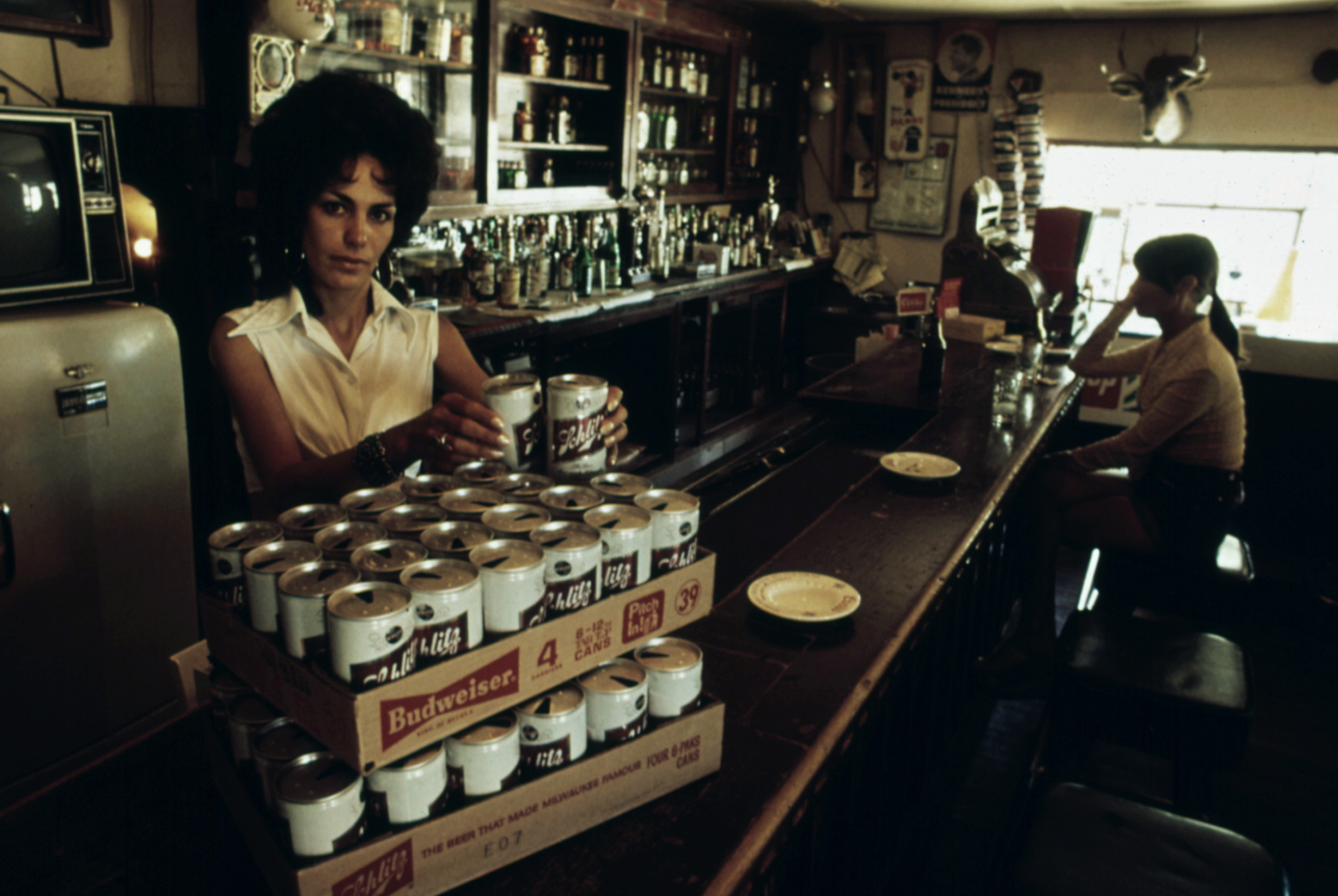
1970年代、バーで女性が引き取っているシュリッツビールの空き缶（段ボールケースはバドワイザーのもの）。空き缶を建材の一部として使用するという報道写真から。

シュリッツの死後、シュリッツ社はオーガスト・クラグの甥にあたるオーガスト・ユーレイン（August Uihlein、1842年 - 1911年）とその兄弟たちが経営にあたった。1887年にアンナ・マリアが死去すると、ユーレイン兄弟がシュリッツ社のオーナーとなった。
シュリッツ社は1900年代に100万バレルのビールを生産し、1902年には「世界最大のビール醸造所」と自称していたパブスト社をも凌いでいる。20世紀初頭のシュリッツ社は、パブスト社、アンハイザー・ブッシュ社に次ぐ全米第3位のビール会社としての地位を築いた。
禁酒法時代（1920年 - 1933年）にはアルコール醸造が中止させられた。シュリッツ社は社名を Joseph Schlitz Beverage Company に変え、モルトやイースト、キャンディやソフトドリンクの生産によって時代を凌いでいる。この間、有名なキャッチコピーも「ミルウォーキーを有名にした飲み物 (The drink that made Milwaukee famous)」と改められた。
禁酒法解除後、シュリッツ社はビール醸造会社としての事業を再開し、1930年代には年間平均125万バレルのビールを生産した。1947年には売上高で全米トップに躍り出、1950年には新工場の建設や他社の買収などによって事業拡大を続けた。1950年代にはバドワイザーを擁するアンハイザー・ブッシュとトップシェアを争った。1957年にアンハイザー・ブッシュが首位を奪取して以後、シュリッツがその地位に返り咲くことはなかったが、1970年代半ばまでは全米第二のビール会社としての地位を保ち続けた。
主力商品「シュリッツ」の人気に加え、1955年には「オールド・ミルウォーキー（Old Milwaukee）」が発売され、強固な財政的基盤を得た。1960年代には「シュリッツ・モルト・リカー」と「ポップ・トップ」の2つのブランドで缶ビールを投入した。

### 凋落
1961年にCEOに就任したロバート・ユーレインは、同社で営業畑を歩んだ経歴を持ち、事業の効率化を図りつつ果敢なマーケティングによる市場開拓を打ち出した。シュリッツ社は生産コストを削減しつつ大量の需要に応えようとし、1968年から1973年にかけて売り上げが年平均13%の上昇を見せて、アンハイザー・ブッシュを追い上げるなど、その戦略は当たったかのように思われた。ロバートは、ワイン会社や食品会社などの買収を試みるなど経営の多角化を図ったが、いずれも成功しなかった。
1974年には、発酵工程を12日間から4日間に短縮を実現する新技術を導入し、コスト削減を実現してディスカウント攻勢をかけた。しかし、同時期にライバルのアンハイザー・ブッシュが厳選した素材を用いた高級イメージをバドワイザーに打ち出していたのに対して、シュリッツは原料や工程で品質を落とすというイメージから、消費者への訴求力が失われた。
1976年の時点で、シュリッツ社は年間2400万バレルのビールを生産し、シェアの14%を占めてなお米国2位の位置を保っていた。1976年、義務化された成分表示を回避するため、それまで使っていたシリカゲルに代えて新たな泡安定剤を導入したが、これは品質の低下となって現れ、大量のリコールを招いた。これにより、ブランドイメージと会社の士気は大きなダメージを受けた。
こうした状況の中、ロバートが1976年11月に急死した。経営には大きな混乱が生じ、生産や営業にも波及した。消費者の味覚調査でもシュリッツは「ひどい味（taste is terrible）」と評価される状態になり、1977年には売上高が10%近く落ち込んだ。このほか、シュリッツ社は税法違反・独占禁止法違反や、小売慣行にまつわるリベートなどをめぐる訴訟問題を抱えていた。同様の問題は同業他社でもあったが、他社が早期解決に動いたのに対して、経営の混乱が生じたシュリッツでは訴訟が長期化し、会社の評判を悪化させた。広告戦略も失敗し、凋落に歯止めをかけることはできなかった。

### 買収
1978年、R.J.レイノルズ社との間でシュリッツ社買収に関する話し合いが行われたが、買収額を巡って大株主であるユーレイン一族が反発して交渉は決裂した。しかし、その後もシュリッツ社は買収の格好の標的となった。この間も事業は凋落を続け、1981年には年産1400万バレル、シェア占有率7%にまで落ち込んだ。
会社の致命傷となったのは、1981年にミルウォーキー工場の労働者が起こした激しいストライキであった。ストライキは財政的な困難をもたらし、ストロー社による買収攻勢を受けることになった。1982年6月10日、買収を阻止しようとする法廷闘争に敗北し、シュリッツ社はストロー社の傘下となった。
1980年代にはミラー・ライトやバド・ライトといったライトビールが人気を博し、「シュリッツ」ブランドの人気はますます低迷することになった。ストロー社は1990年代にパブスト社に「シュリッツ」を売却した。
「シュリッツ」ブランドはその後も比較的少量ではあるものの生産が続けられたが、2001年には缶ビールのみの生産となった。かつて強大なブランドとして名をとどろかせた「シュリッツ」は、バーやレストランでは提供されないような安物としての位置に追いやられてしまった。

### クラシックスタイルの復活
2008年、シュリッツ社は「1960年代に生産されていたシュリッツを再現した」と発表した。1970年代に行われた変更以前の醸造法は失われてしまっており、残された文書の検討や、当時の醸造監督や味覚テスターへのインタビューを経て、60年代の味を再現したという。
テレビコマーシャルなどでキャンペーンが行われるとともに、いくつかの都市で販売が開始されている。このため現在は同じ「シュリッツ」ブランドで2種類の醸造法（1970年代の醸造法と、1960年代に復古したという醸造法）が存在している。クラシックスタイルの投入は「ブランドの復帰」として市場には好意的に受け止められており、会社の公式サイトでもクラシックスタイルの "gusto"を拡大することが示されており、1970年代の醸造法は以後段階的に排除されるものとみなされている。

## シュリッツ社とミルウォーキー

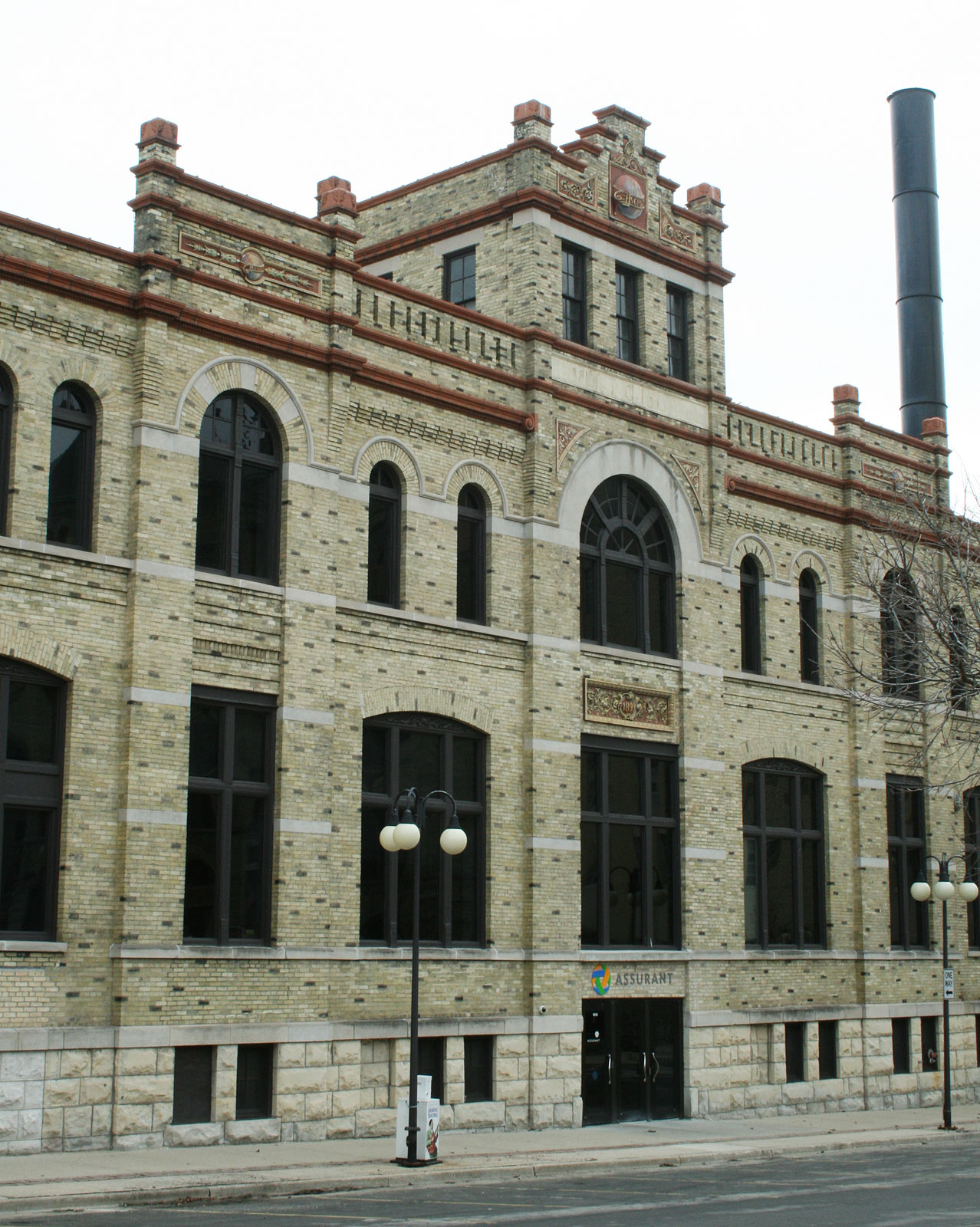
ミルウォーキーの旧シュリッツ社社屋。アメリカ合衆国国家歴史登録財となっている。

ミルウォーキーの、かつてのシュリッツ社の建物が残る一帯は、「シュリッツ・パーク」と呼ばれるビジネスパークに変わっている。かつて樽や瓶やモルトで満ちていた建物は、学校・オフィス・レストランといった用途で用いられている。
1887年以降オーナーを務めたオーガスト・ユーレインらのユーレイン一族は、地域に多くの寄付を行った。ミルウオーキーのサッカー場（Uihlein Soccer Park）やコンサートホール（Uihlein Hall）などにその名を残している。